# Dicistroviridae
Dicistroviridae es una familia de virus que infectan insectos. Contienen un genoma ARN monocatenario positivo y por lo tanto se incluyen en el Grupo IV de la Clasificación de Baltimore. Incluye 3 géneros y 15 especies. El nombre "dicistro" deriva de la característica disposición dicistrónica del genoma.

## Descripción
Los virus de la familia Dicistroviridae tienen cápsides con geometrías icosaédricas y simetría T = 3. El diámetro es de unos 30 nm. Los genomas son lineales y no segmentados con alrededor de 8.5-10.2kb de longitud. El genoma tiene 2 marcos de lectura abiertos. Muchos de los genomas de Dicistroviridae contienen elementos de ARN estructurados. Por ejemplo, tienen un sitio de entrada de ribosoma interno, que imita un Met- ARNt y se utiliza en el inicio de la traducción.
La replicación viral se produce en el citoplasma. La entrada en la célula huésped se logra mediante la penetración en la célula huésped que media la endocitosis. La replicación sigue el modelo de replicación de los virus de ARN de cadena positiva. La transcripción de los virus de ARN de cadena positiva es el método de transcripción. La traducción tiene lugar por iniciación viral y salto ribosómico. Los insectos sirven como hospedadores naturales. Las rutas de transmisión son por alimentación y contaminación.
Las enfermedades asociadas con esta familia incluyen: DCV: aumento del potencial reproductivo extremadamente patógeno cuando se inyecta con una alta mortalidad asociada. CrPV: parálisis y muerte.

## Géneros
Se han descrito los siguientes géneros:
- Aparavirus
- Cripavirus
- Triatovirus